# حالحال عليا
حالحال عليا (بالفارسية: حالحال علیا) هي قرية تقع في قسم آواجيق الجنوبي الريفي (مقاطعة تشالدران) في إيران. يقدر عدد سكانها بـ 76 نسمة بحسب إحصاء 2016.